# Бхагат, Прамод
Прамод Бхагат (род. 4 июня 1988[…], Хаджипур, Бихар) — индийский бадминтонист-паралимпиец, соревнующийся в классе SL3. Паралимпийский чемпион 2020 года, пятикратный чемпион мира (2013, 2015, 2019). Лауреат премии Арджуны.

## Ранние годы
Прамод Бхагат родился 4 июня 1988 года. В четырёхлетнем возрасте пострадал от полиомиелита. Он начал играть в бадминтон в 2002 году в возрасте 18 лет вместе с друзьями. Он занимался бадминтоном на крыше дома близкого друга. С 2009 года участвует в соревнованиях по парабадминтону.

## Спортивная жизнь
Он стал чемпионом округа и выиграл много медалей национального уровня. 14 августа 2017 года правительство Индии объявило о награждении Бхагата премией Арджуны в 2018 году. Он стал восьмым игроком из штата Одиша, получившим эту награду.
В 2009 году впервые в карьере стал чемпионом мира, победив на турнире в Сеуле в соревновании одиночников в классе SL1.
В 2013 году Бхагат стал двукратным чемпионом мира на соревнованиях в Дортмунде в парном разряде. Спустя два года выступил на чемпионате мира в Сток-Мандевилле, где завоевал ещё одно личное золото, на этот раз в категории SL3.
«Завтра большой день для индийского спорта, и я хотел бы, чтобы мы все собрались вместе. Когда я взял в руки ракетку в подростковом возрасте, моей мечтой было играть на таком уровне и служить стране в своих лучших возможностях. Моя цель — сделать Индию центром бадминтона. Я надеюсь и молюсь, чтобы у меня все получилось.»
С 2012 по 2019 годы он активно занимался тренерской деятельностью. Когда он понял, что может достичь что-то большее, подразумевая успех на Паралимпиаде, он отошёл от наставнической деятельности и сам стал упорно тренироваться под руководством Гаурава Кханна и Сиба Прасад Даса. В 2019 году завоевал две золотые медали чемпионата мира в одиночном и парном разрядах.
Мечтой Прамода было выиграть золотую медаль на Паралимпийских играх в Токио в 2020 году. На групповом этапе он встретился с соотечественником Маноджем Саркаром и победил его со счётом 2:1 по сетам, затем Саркар станет бронзовым призёром. 7 сентября 2021 года Прамод Бхагат победил Даниэля Бетела из Великобритании в финальном матче со счётом 21:18, 21:18 и стал чемпионом.
Прамод выиграл 30 золотых, 14 серебряных и 2 бронзовые медали на национальном уровне и 18 золотых, 9 серебряных и 13 бронзовых на международном уровне по состоянию на 2017 год. Прамод становился первым номером рейтинга в категории в классе SL3.